# Атлет

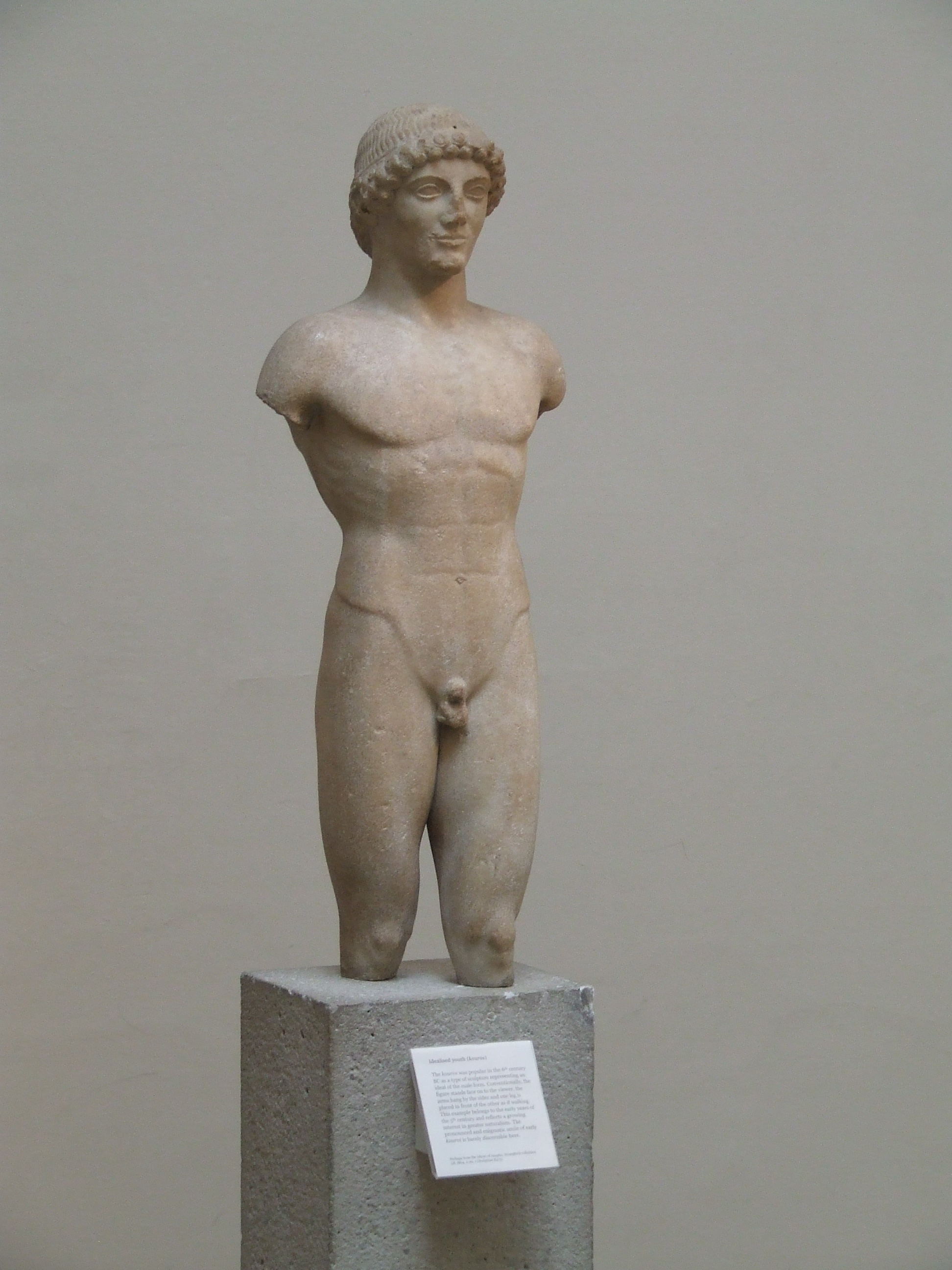
Британський музей, курос, моделлю для якого слугував атлет

Атлет (від дав.-гр. athlo — прагнення перемоги, той, хто прагне перемоги) — у сучасному вжитку синонім слова спортсмен англійського за походженням.
Первісно атлетами у Стародавній Греції називались учасники Олімпійських ігор та інших спортивних агонів. Атлети були виключно чоловіками, змагалися в десяти традиційних видах спорту. Це були містяни, обрані різними полісами. Змагалися атлети оголеними. Після кожного виду змагань оголошували ім'я переможця і назву міста, уродженцем якого він був. Переможців саме Олімпійських ігор називали олімпіоніками.

## Список використаної літератури
1. Андреев Ю. В. Цена свободы и гармонии. Санкт — Петербург :"издателство " Алетейя " , 1999. С.189.
2. Норман Дейвіс .Європа. Історія. Київ, 2000. С 144.
3. Попеску І. К. Малий античний олімпійський словник. Київ : олімпійська література, 1999. С. 15.
4. Шанин Ю. В. Олимпия. История антического атлетизма. Санкт — Петербург: издателство «Алетейя» , 2001. С.32.